# Nesslau
Nesslau ist eine Ortschaft und eine politische Gemeinde im Schweizer Kanton St. Gallen. Die Gemeinde liegt im Wahlkreis Toggenburg. Die neue Gemeinde entstand auf den 1. Januar 2013 aus den bestehenden Gemeinden Nesslau-Krummenau und Stein.
Bis zum 31. Dezember 2004 hatte bereits eine Gemeinde Nesslau bestanden, als diese, Krummenau und Stein noch je eigene politische Gemeinden bildeten.

## Geographie
Die Ortschaften Krummenau, Neu St. Johann, Nesslau und Stein liegen im oberen Thurtal und Ennetbühl und Rietbad im Luterental an der Schwägalp-Passstrasse. Zur Gemeinde gehört ein Teil des höchsten Nagelfluh-Bergs Europas, des Speers (1950 m ü. M.), sowie ein Teil des Alpsteins. Das Gemeindegebiet erstreckt sich östlich bis zur Passhöhe der Schwägalp, die die Grenze zum Kanton Appenzell Ausserrhoden bildet. Höchster Berg ganz auf Gemeindegebiet ist mit 2158 m die Silberplatten im Alpstein nahe dem Säntis. Durch das Gemeindegebiet fliessen die Thur und die Luteren. Die beiden Flüsse sind im Wappen als zwei silberne Wellenbalken dargestellt. Durch das ehemalige Gemeindegebiet von Stein fliesst ausserdem die Wissthur.
Zur ursprünglichen Gemeinde Nesslau gehörten das gleichnamige Dorf und die Höfe und Weiler Lutenwil, Krümmenschwil, Büel, Schneit, Laad und Schlatt (bis 2004 eine Exklave in Krummenau), die beidseits der Thur zwischen Speer und Stockberg liegen.

## Geschichte

Luftbild von Werner Friedli, 1949

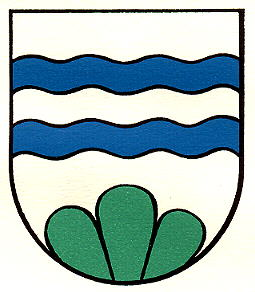
Das alte Wappen von Nesslau

Ab dem 12. Jahrhundert wurde das Gebiet von den Grafen von Toggenburg und von der Fürstabtei St. Gallen kolonisiert. Nesslau wurde 1178 als Mezellouo, 1261 Nesselove und ze dem Wassere und Lutenwil bereits 912 als Lutherraheimara urkundlich erwähnt. Das Dorf vermutlich durch die Verschmelzung der beiden Höfe Nesslau und Zum Wasser. Es bildete mit Lutenwil und Riet den Gerichtsbezirk Zum Wasser, das Gemeindegebiet links der Thur war dem Gericht Thurtal unterstellt. 1261 verkaufte Ritter Heinrich von Kempten dem Kloster Alt St. Johann umfangreichen Grundbesitz sowie die Gerichtsbarkeit über Nesslau. 1555 wurde das Kloster der Fürstabtei St. Gallen inkorporiert, die bereits im Besitz des Gerichts Thurtal war. Die Bewohner des Gerichtsbezirks Zum Wasser erhielten damit die gleichen Rechte wie die übrigen Gotteshausleute.
Nach der Gründung des Kantons St. Gallen wurde 1803 die politische Gemeinde Nesslau gegründet.
Nesslau gehörte 1831 bis 2002 zum Bezirk Obertoggenburg und war Sitz des Bezirksamts.
Mitte des 19. Jahrhunderts wurden auf Grund des „Gesetzes zur Bekämpfung der Heimatlosigkeit“ in Neu St. Johann jenische Familien eingebürgert.
1178 wird eine Kapelle zu Nesslau erwähnt, 1261 die Kirche und 1513 deren Inkorporation in das Kloster Alt St. Johann. 1528 nahm Nesslau die Reformation an, 1595 wurde aber der katholische Gottesdienst wieder eingeführt. Nach anfänglichem Widerstand festigte sich das Simultanverhältnis 1602 und dauerte bis 1806, als die Katholiken aus Nesslau und Krummenau der neu gegründeten Pfarrei Neu St. Johann zugewiesen wurden.
Neben der bis heute bedeutenden Landwirtschaft blühte bis zum Ersten Weltkrieg das Stickereigewerbe. 1859 wurde die Sekundarschule Nesslau-Krummenau eröffnet. Seit 1912 befindet sich in Nesslau die Endstation der Bodensee-Toggenburg-Bahn.
1919 wurde die Pferdepost von Nesslau nach Wildhaus durch Postautos ersetzt. Der Endbahnhof Nesslau-Neu St. Johann, der diese Dörfer bedient, wurde so zu einem bedeutenden Waren- und Personenumschlagplatz, und der Tourismus im Obertoggenburg erlebte einen Aufschwung. Verschiedene Projekte, die Bahn über Wildhaus nach Buchs oder als Zahnradbahn über Unterwasser auf den Säntisgipfel fortzusetzen, scheiterten.
Landwirtschaft, Alp- und Forstwirtschaft sowie Kleingewerbe bestimmen die Wirtschaftsstruktur. Heute ist die Altherr Nutzfahrzeuge AG einer der grösseren Arbeitgeber der Gemeinde.
Nachdem die Bevölkerung beider Gemeinden klar zugestimmt hatte, vereinigten sich die politischen Gemeinden Nesslau und Krummenau am 1. Januar 2005 zur Gemeinde Nesslau-Krummenau. Nach einer weiteren beidseitig unumstrittenen Abstimmung fusionierten Nesslau-Krummenau und Stein per 1. Januar 2013 zur (neuen) Gemeinde Nesslau.
 Siehe auch 
Abschnitte Geschichte in den Artikeln Krummenau SG, Neu St. Johann SG und Stein SG
Am 29. März 1947 wurden beim Dorfbrand von Stein, dem letzten grossen Dorfbrand in der Schweiz, 35 Gebäude zerstört.
→ Hauptartikel: Abschnitt Dorfbrand von 1947 im Artikel Stein SG

## Bevölkerung
| Die zur Anzeige dieser Grafik verwendete Erweiterung wurde dauerhaft deaktiviert. Wir arbeiten aktuell daran, diese und weitere betroffene Grafiken auf ein neues Format umzustellen. (Mehr dazu) |

Am 1. Juni 2022 hatte die Ortschaft Nesslau 2128 Einwohner.

## Verkehr und Tourismus

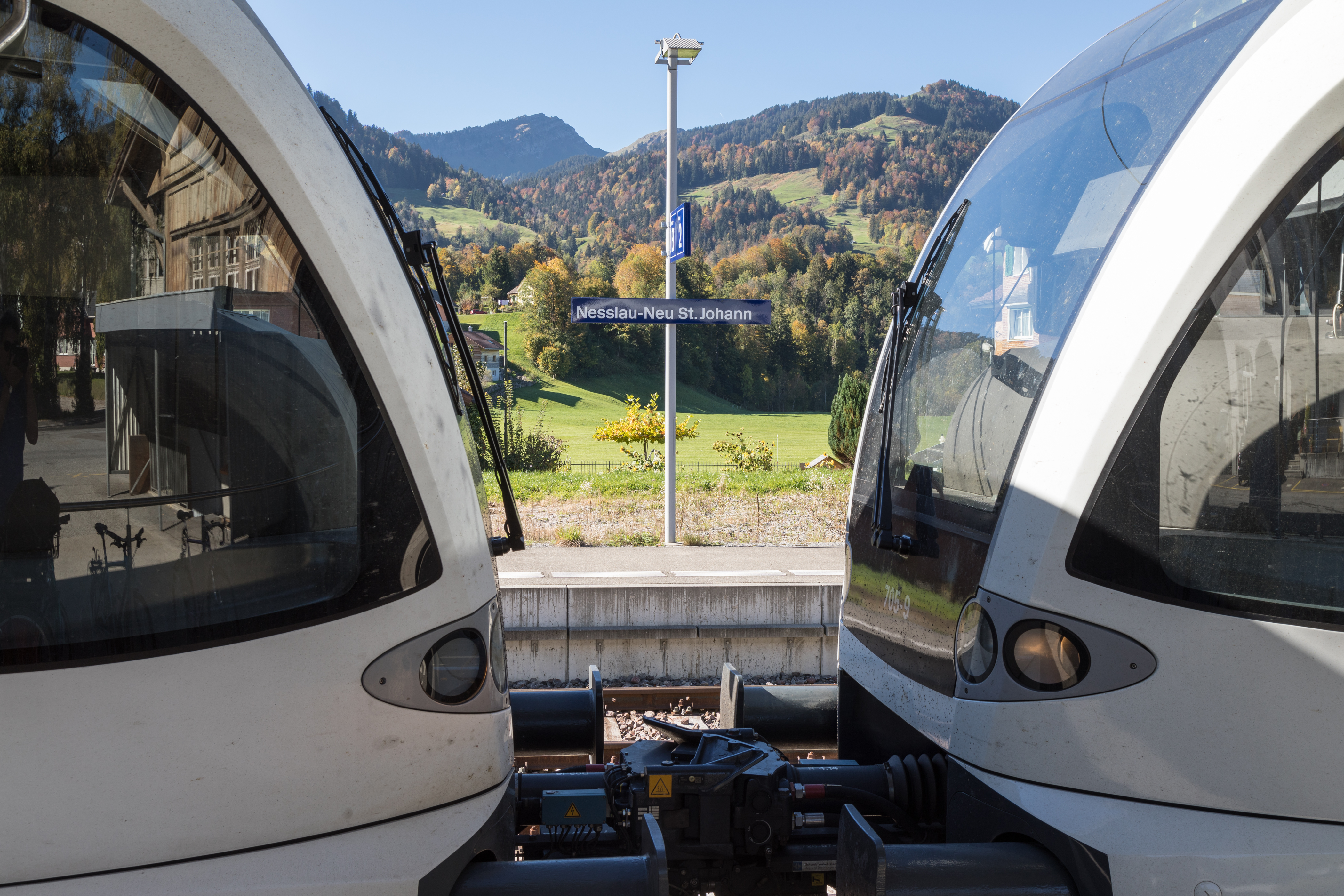
thurbo-Triebzug im Bahnhof Nesslau-Neu St. Johann

Die Gemeinde wird von der Hauptstrasse 16 Wil–Wildhaus–Buchs und von der Bahnlinie der Südostbahn von Wattwil her mit den Bahnhöfen in Krummenau und Bahnhof Nesslau-Neu St. Johann erschlossen. Der Bahnhof Nesslau-Neu St. Johann ist der Endpunkt der St. Galler S-Bahn-Linie S2 Altstätten–St. Gallen–Wattwil–Nesslau. Von Nesslau führen die Postautolinien nach Stein–Wildhaus–Buchs einerseits und über die Schwägalp nach Urnäsch andererseits.
In der Nähe des Dorfes Krummenau liegt die Talstation der Wolzenalp-Bahnen, die auf die Wolzenalp führen und das gleichnamige Ski- und Wandergebiet erschliessen. Durch das Gemeindegebiet verläuft der 60 Kilometer lange Thurweg, ein Wanderweg, der entlang der Thur von Wil nach Wildhaus führt.
Nesslau verfügt über ein Hallenbad und seit 1997 über ein Ortsmuseum.

## Bilder

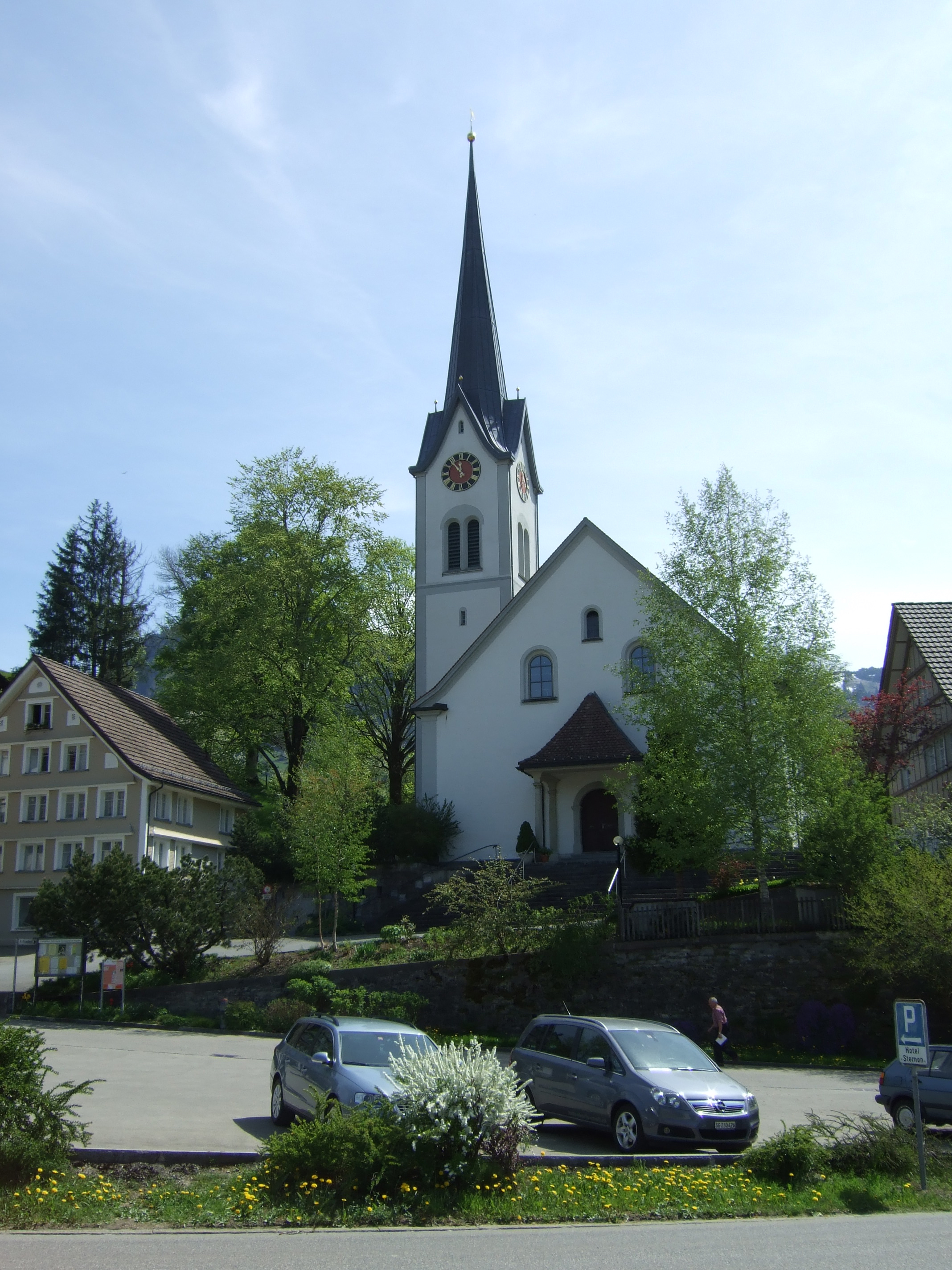
Reformierte Kirche
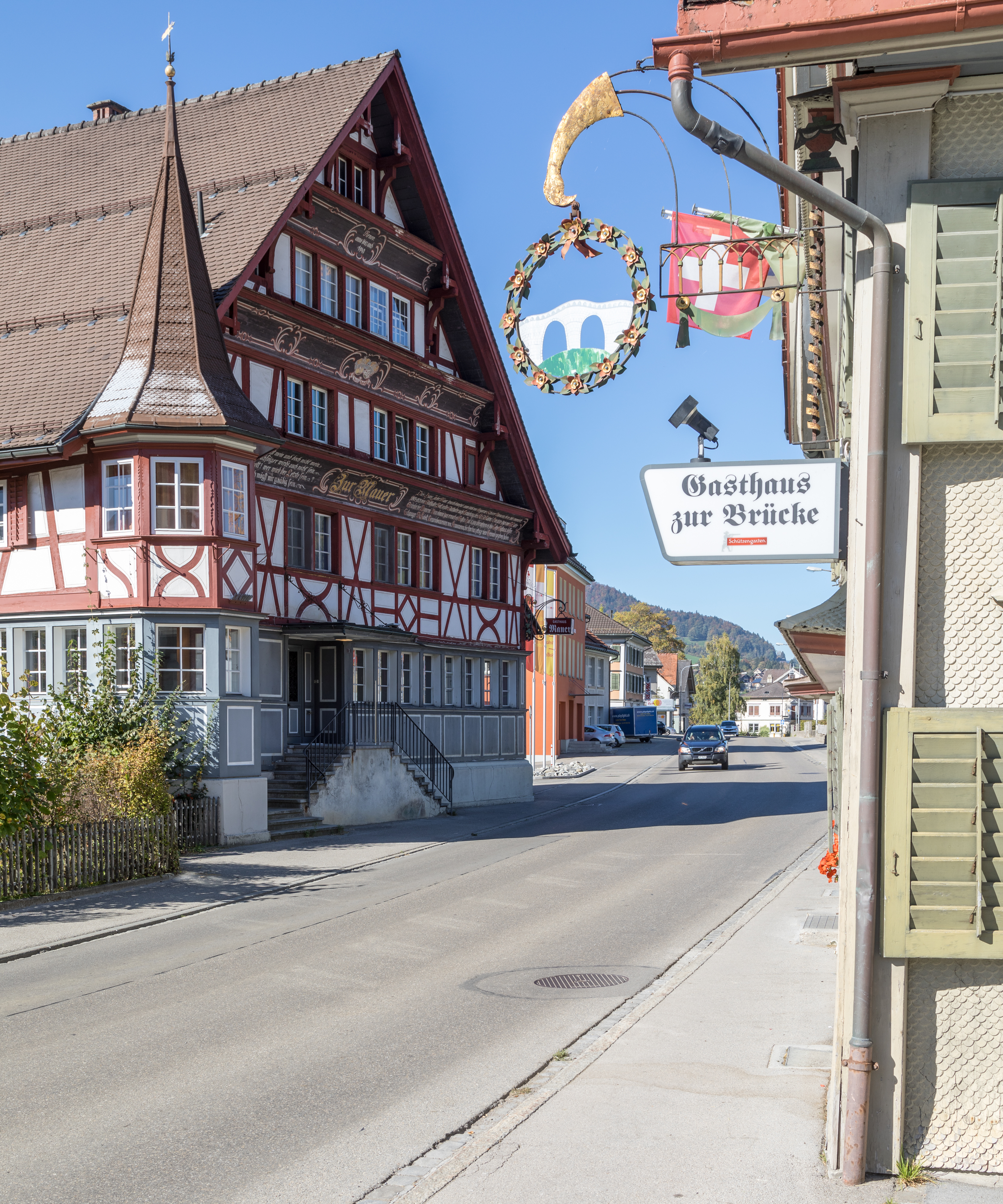
Gasthäuser in Neu St. Johann
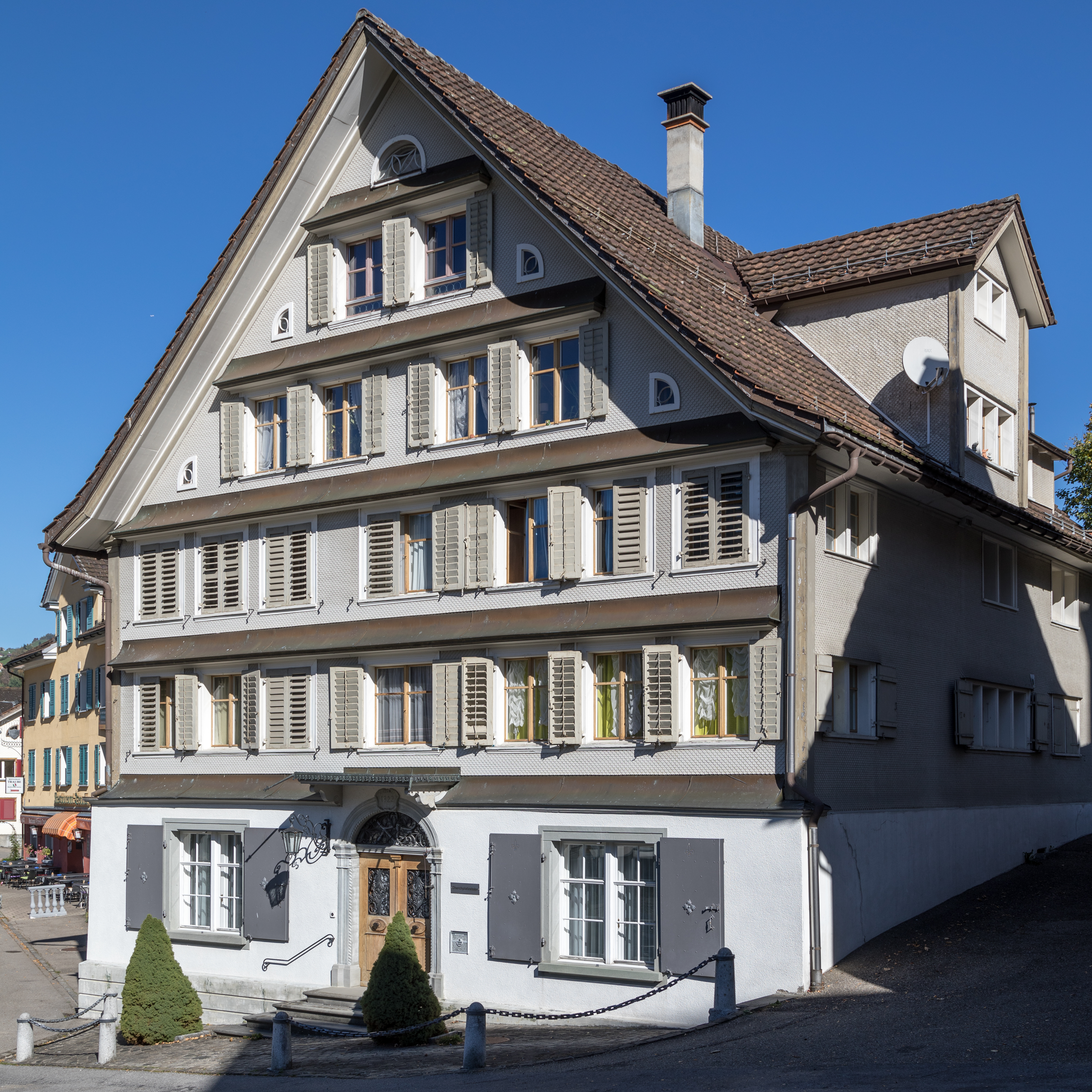
Cherchplatzstobe in Nesslau

## Sehenswürdigkeiten

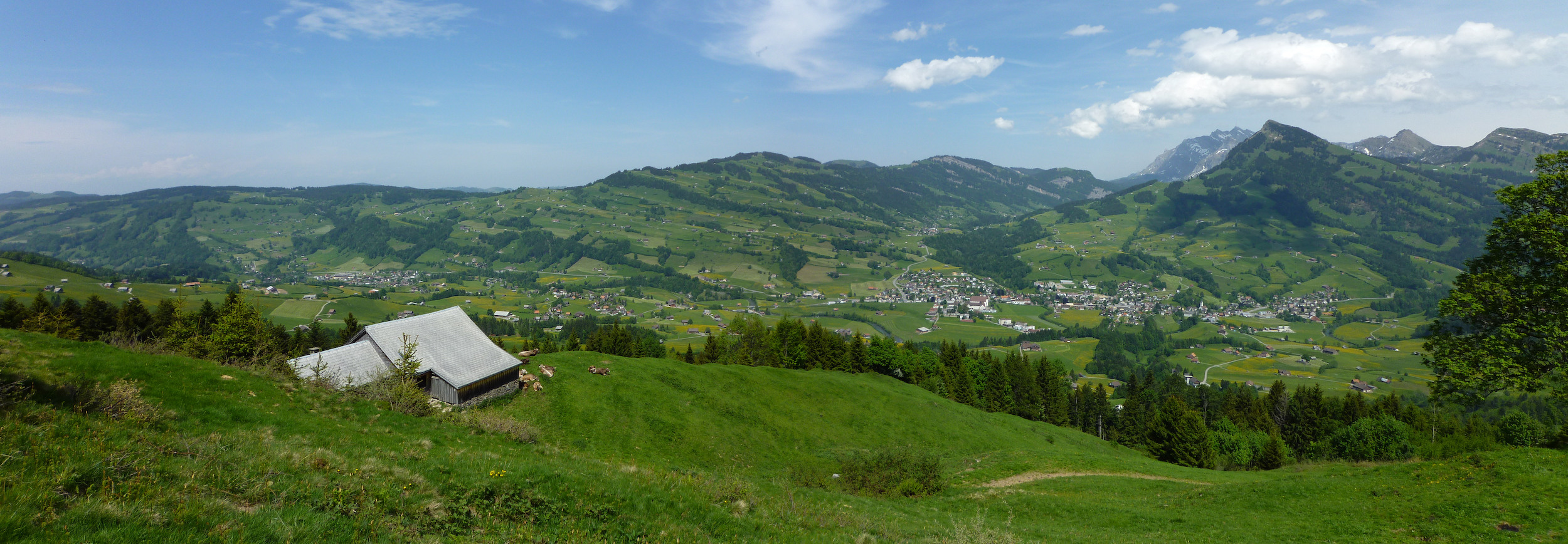
Panorama Neu St. Johann und Nesslau

## Persönlichkeiten
- Seth Abderhalden (1926–1960), Bergsteiger und Extremkletterer
- Jörg Abderhalden (* 1979), dreifacher Schwingerkönig
- Rea Brändle (1953–2019), Journalistin und Schriftstellerin
- Willy Brülisauer (* 1967), Divisionär der Schweizer Armee, Kommandant der Territorialdivision 4
- Herbert Cerutti (* 1943), Journalist, Schriftsteller und freischaffender Publizist
- Susi Eppenberger (1931–2023), Politikerin (FDP)
- Nöldi Forrer (* 1978), Schwingerkönig
- Emil Goeldi (1859–1917), Naturforscher v. a. in Brasilien (Museu Paraense Emílio Goeldi)
- Simone Kuhn (* 1980), Beachvolleyballspielerin aus Nesslau
- Heinrich Scherrer (1847–1919), Politiker
- Johannes Seluner (um 1828–1898), Findling unbekannter Herkunft
- Willi Valotti (* 1949), Komponist und Akkordeonspieler